# Spoorlijn Kopenhagen - Ringsted
De spoorlijn Kopenhagen - Ringsted is een spoorlijn tussen Ny Ellebjerg en Ringsted op het eiland Seeland in Denemarken.

## Geschiedenis
Reeds in 1993 werd deze spoorlijn ontworpen ter ontlasting van de bestaande spoorlijn Kopenhagen - Ringsted via Roskilde. De spoorlijn tussen Kopenhagen en Ringsted, via Roskilde, had zijn maximumcapaciteit bereikt en vormde een knelpunt in het Deense spoornetwerk. Door de bouw van de nieuwe lijn kon op de oude lijn het lokale treinvervoer groeien en is de reistijd naar Ringsted met 15 minuten verkort. De spoorlijn heeft een capaciteit van 24 treinen per uur. Op 1 augustus 2012 werd de eerste spade door de Minister van Verkeer gestoken. De hogesnelheidsspoorlijn loopt voor een groot deel langs de E 20. De lijn is in mei 2019 geopend. Initieel was het aantal treinen beperkt tot een lokaal trein per uur per richting zonder hoge snelheid. Anno zomer 2020 rijden er per richting; een regionale trein (Østerport - Nykøbing Falster), 1 IC trein (Kopenhagen - Aarhus) en een non-stop Iclyn (eerste stop Odense) trein per uur.

## Aansluitingen

### Ny Ellebjerg
- Spoorlijn Kopenhagen - Køge (S-tog)
- Spoorlijn Hellerup - Vigerslev (S-tog)

### Køge Nord
- Spooraansluiting naar spoorlijn Roskilde - Næstved (Lille Syd) (nog niet in gebruik)
- S-tog E: Køge Kopenhagen via een loopbrug

### Ringsted
- Spoorlijn Kopenhagen - Korsør (Vestbanen)
- Spoorlijn Køge - Ringsted
- Spoorlijn Ringsted - Rødby Færge (Sydbanen)

## Galerij

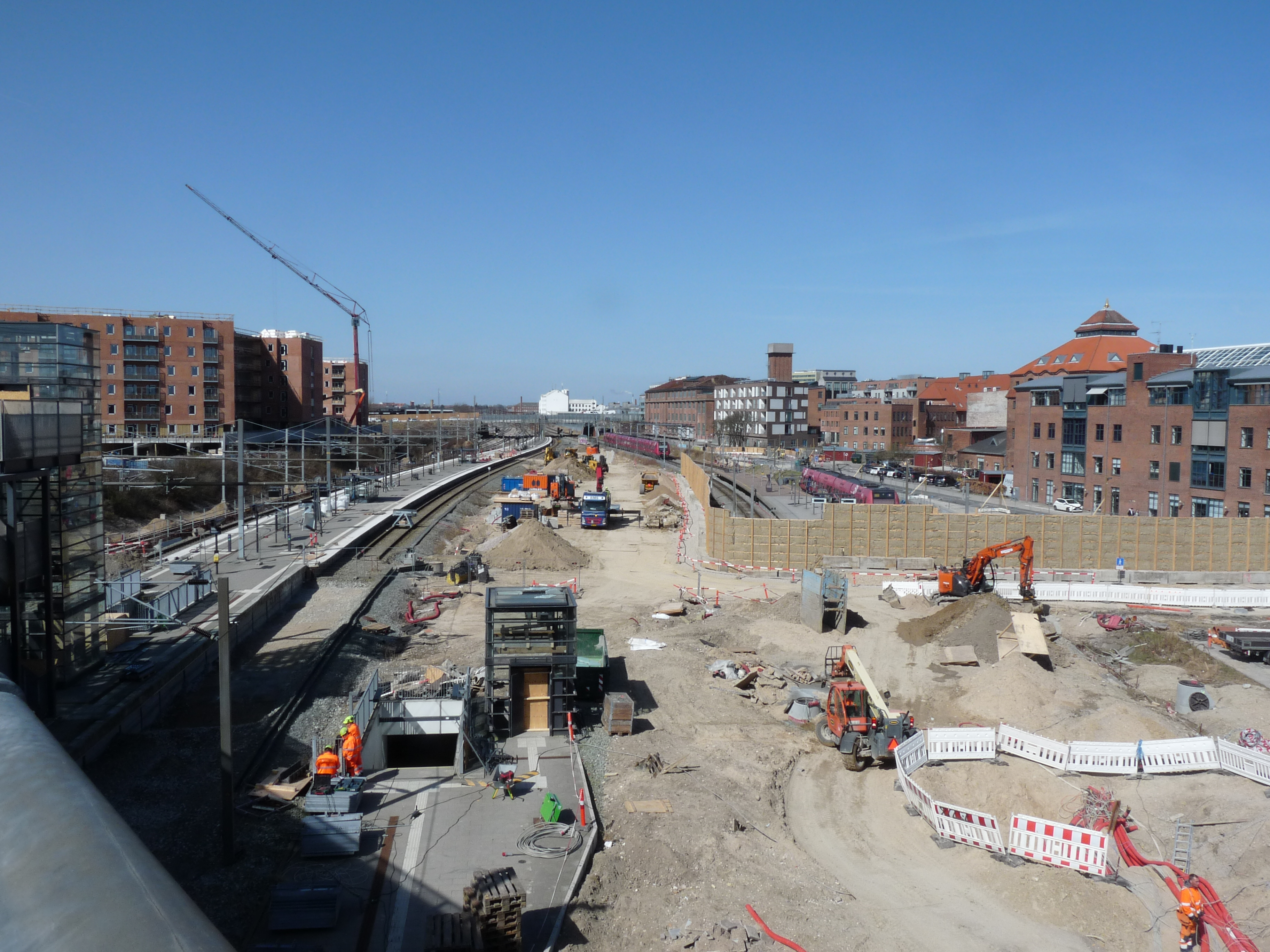
De nieuwe perron in aanbouw bij Ny Ellebjerg
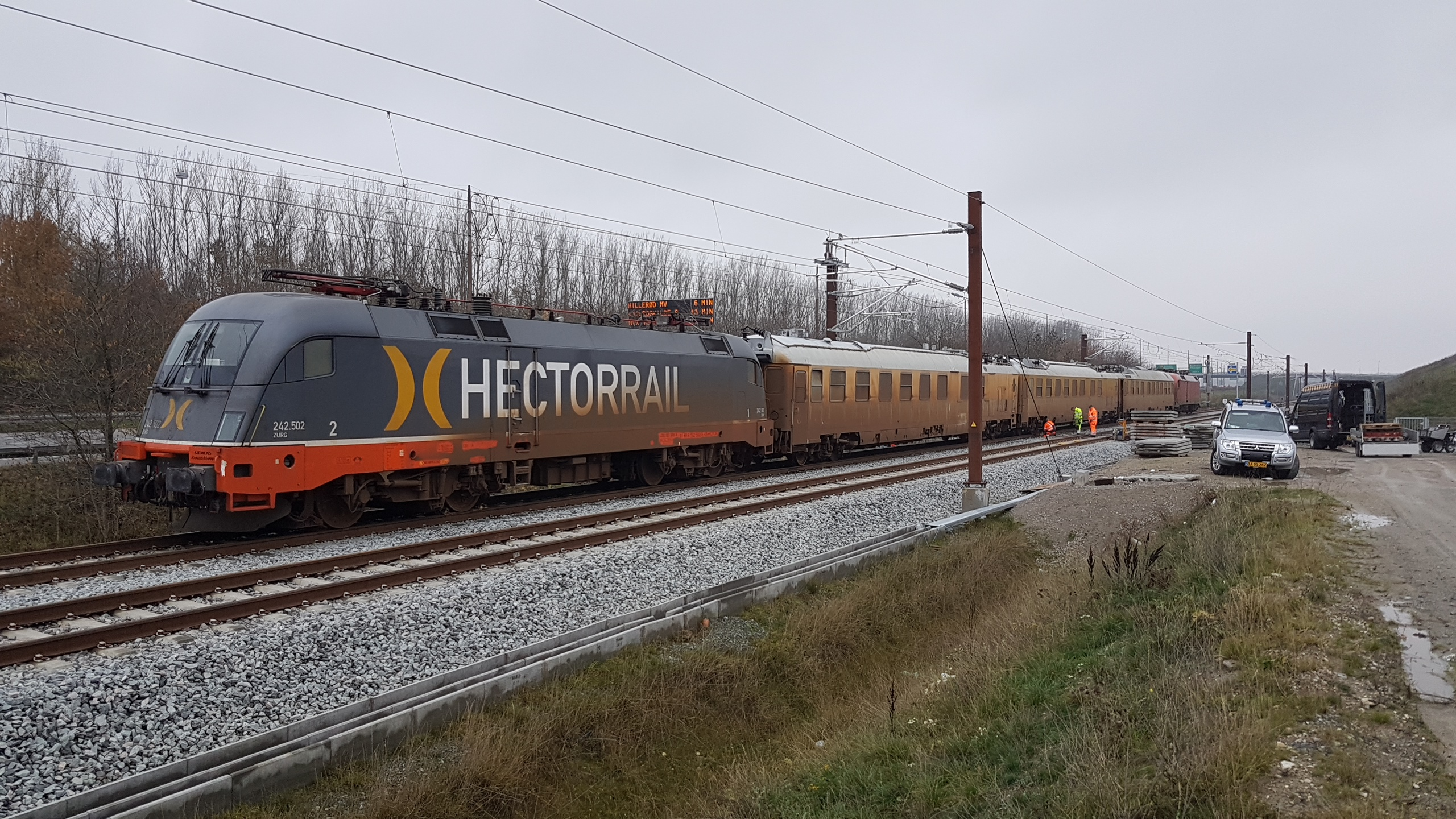
Testtrein tussen Avedøre Havnevej en Brøndbyøstervej